# Breakthrough Listen

Kính thiên văn Green Bank là một trong những kính thiên văn vô tuyến được dự án này sử dụng.

Breakthrough Listen là một dự án để tìm kiếm trí thông minh ngoài Trái Đất  trong Vũ trụ. Với 100 triệu đô la tài trợ và hàng ngàn giờ dành cho kính viễn vọng dành riêng cho các cơ sở hiện đại, đây là cuộc tìm kiếm toàn diện nhất về thông tin liên lạc của người ngoài hành tinh cho đến nay. Dự án bắt đầu vào tháng 1 năm 2016, và dự kiến sẽ tiếp tục trong 10 năm. Nó là một phần của chương trình Sáng kiến Đột phá của Yuri Milner. Chương trình khoa học cho Đột phá Nghe có trụ sở tại Trung tâm Nghiên cứu Berkeley SETI, đặt tại Khoa Thiên văn học  tại Đại học California, Berkeley.
Dự án sử dụng các quan sát sóng vô tuyến từ Đài thiên văn Green Bank và Đài quan sát Parkes, và quan sát ánh sáng có thể nhìn thấy từ Công cụ tìm kiếm hành tinh tự động. Mục tiêu của dự án bao gồm một triệu ngôi sao gần đó và trung tâm của 100 thiên hà. Tất cả dữ liệu được tạo từ dự án đều có sẵn cho công chúng và SETI @ Home được sử dụng cho một số phân tích dữ liệu. Kết quả đầu tiên được công bố vào tháng 4 năm 2017, với các cập nhật tiếp theo dự kiến cứ sau 6 tháng.

## Tổng quan
Dự án nhằm mục đích khám phá các dấu hiệu của các nền văn minh ngoài Trái Đất bằng cách tìm kiếm các ngôi sao và thiên hà để tìm tín hiệu vô tuyến và truyền laser. Việc tìm kiếm tín hiệu vô tuyến được thực hiện trên Kính viễn vọng Ngân hàng Xanh ở Bắc bán cầu và Kính thiên văn Parkes ở Nam bán cầu. Kính thiên văn Green Bank là kính viễn vọng vô tuyến có thể điều khiển lớn nhất thế giới và Kính thiên văn Parkes là kính viễn vọng lớn thứ hai ở Nam bán cầu.
Cùng với nhau, các kính viễn vọng vô tuyến sẽ bao phủ bầu trời gấp mười lần so với các tìm kiếm trước đó và quét toàn bộ từ 1 đến 10   Phạm vi GHz, cái gọi là "vùng yên tĩnh" trong phổ nơi sóng vô tuyến không bị che khuất bởi các nguồn vũ trụ hoặc bầu khí quyển của Trái Đất.